# Dasyatis multispinosa
Dasyatis multispinosa är en rockeart som först beskrevs av Tokarev 1959.  Dasyatis multispinosa ingår i släktet Dasyatis och familjen spjutrockor. IUCN kategoriserar arten globalt som otillräckligt studerad. Inga underarter finns listade i Catalogue of Life.